# Joe Domarchuk
Joe Domarchuk – kanadyjski zapaśnik walczący w stylu wolnym. Wicemistrz igrzysk panamerykańskich w 1987. Mistrz Wspólnoty Narodów w 1987 roku. Zawodnik Brock University z St. Catharines